# La batalla dels simis gegants
La batalla dels simis gegants (フランケンシュタインの怪獣 サンダ対ガイラ, Furankenshutain no kaijû: Sanda tai Gaira, lit. ‘Monstres de Frankenstein: Sanda vs. Gaira’) és una pel·lícula kaiju de 1966 dirigida per Ishirō Honda, amb efectes especials per Eiji Tsuburaya. Coneguda per l'estudiós Stuart Galbraith IV com una "quasi-seqüela" de Frankenstein Conquers the World, la pel·lícula va ser un coproducció japonesa-estatunidenca; va ser la tercera i última col·laboració entre Toho Co., Ltd i Henry G. Saperstein. La pel·lícula és protagonitzada per Russ Tamblyn, Kumi Mizuno i Kenji Sahara, amb Yû Sekida com a Sanda i Haruo Nakajima com a Gaira. A la pel·lícula, els científics investiguen l'aparició sobtada de dos monstres humanoides peluts gegants que culmina en una batalla a Tòquio. Ha estat doblada al català.
L'esborrany final del guió es va presentar l'abril de 1966. Tab Hunter va ser contractat originalment per Saperstein, escollint substituir a Nick Adams. Tanmateix, Hunter va ser substituït per Tamblyn durant la preproducció. El contracte d'Honda no es va renovar i va haver de buscar feina parlant amb Tanaka pel·lícula per pel·lícula. Honda, Saperstein i l'assistent en cap Seiji Tani van assenyalar que era difícil treballar amb Tamblyn. Tamblyn va fer el contrari de les instruccions d'Honda i va improvisar les seves línies sense l'aprovació d'Honda. La fotografia principal va començar el maig de 1966 i es va acabar el juny de 1966, i la fotografia d'efectes va concloure el juliol de 1966.
La batalla dels simis gegants es va estrenar al Japó el 31 de juliol de 1966, seguit d'una estrena als Estats Units el 29 de juliol de 1970 en una sessió doble amb Monstre Zero. Des de la seva estrena, la pel·lícula ha estat considerada com un clàssic de culte, i va cridar l'admiració d'artistes com Brad Pitt, Quentin Tarantino, Guillermo del Toro i Tim Burton.

## Argument
Durant una nit plujosa, un vaixell de pesca és atacat per un pop gegant. El pop gegant és atacat per un monstre humanoïde gegant de cabell verd. Després de derrotar el pop gegant, el monstre verd ataca el vaixell. Es recupera un supervivent, que revela als metges i la policia que Frankenstein va atacar el seu vaixell i es va menjar la tripulació. La premsa recull la història i entrevista el doctor Paul Stewart i el seu assistent, el doctor Akemi Togawa, que una vegada van tenir un nadó Frankenstein en el seu poder per estudiar cinc anys abans. Stewart i Akemi dissipen la idea que l'atac va ser causat pel seu Frankenstein, postulant que el seu Frankenstein era suau, no atacaria ni menjaria persones, ni viuria a l'oceà ja que es va trobar a les muntanyes i probablement va morir després d'escapar-se.
Un altre vaixell és atacat i els vilatans veuen el Frankenstein verd a la costa al mateix temps que un guia de muntanya informa haver vist Frankenstein als Alps japonesos. Stewart i Akemi investiguen les muntanyes i troben petjades gegants a la neu. El seu col·lega, el doctor Majida, recull mostres de teixit del segon vaixell. El Frankenstein verd ataca l'Aeroport de Haneda, es menja una dona i torna al mar després que els núvols s'aclareixin. Stewart i Akemi marxen cap a Tòquio per a una reunió amb l'exèrcit per discutir els plans per matar el monstre. Majida dedueix que el Frankenstein verd és sensible a la llum. El Frankenstein verd apareix breument a Tòquio, però és allunyat per llums brillants. Es retira a les muntanyes, on els militars el contraataquen. Llavors apareix un segon Frankenstein, de cabell castany, que acudeix en ajuda del Frankenstein verd, ajudant-lo a escapar.
Stewart i Akemi conclouen que el Frankenstein marró és el seu antic subjecte. Per distingir els monstres, els militars designen els Frankenstein marrons i verds com Sanda i Gaira, respectivament. Després de recollir i examinar mostres de teixit dels dos monstres, Stewart conclou que Gaira és el clon de Sanda. Teoriza que un tros de teixit de Sanda va sortir al mar, on va sobreviure del plàncton i va evolucionar cap a Gaira. Durant un viatge de senderisme, Stewart, Akemi i diversos excursionistes fugen de Gaira. L'Akemi cau d'una cornisa, però Sanda la salva a temps i es lesiona la cama en el procés. Stewart i Akemi intenten convèncer l'exèrcit que només s'hauria de matar Gaira mentre que la Sanda s'hauria de salvar, però l'exèrcit ignora les seves súpliques, no disposat a arriscar-se a deixar viure cap dels dos monstres. Després de descobrir que Gaira devorava gent, Sanda l'ataca. Gaira s'escapa amb Sanda i es dirigeix cap a Tòquio, ja no es dissuadeix per les llums de la ciutat, ja que ara l'adverteixen de la presència de menjar.
Durant l'evacuació, l'Akemi promet salvar Sanda, però es troba amb Gaira. Sanda impedeix que Gaira devori l'Akemi i Stewart la porta a un lloc segur. Sanda intenta suplicar per Gaira, però el monstre verd s'enfronta a Sanda en batalla. Stewart intenta convèncer l'exèrcit perquè li doni temps a Sanda per derrotar Gaira, però no ho aconsegueix. No obstant això, l'exèrcit ajuda Sanda mentre la seva batalla amb Gaira es mou de Tòquio a la badia de Tòquio i més enllà al mar. Mentre l'exèrcit llança bombes al voltant dels Frankensteins en lluita, un volcà submarí entra en erupció de sobte, engolint els dos monstres. Majida informa a Stewart i Akemi que la mort dels monstres no es va poder confirmar a causa de la calor intensa, però subratlla que res podria haver sobreviscut a l'erupció.

## Repartiment
- Russ Tamblyn com Dr. Paul Stewart[1]
- Kumi Mizuno com Dr. Akemi Togawa[1]
- Kenji Sahara com Dr. Yuzo Majida[1]
- Nobuo Nakamura com Dr. Kita[1]
- Jun Tazaki com a comandant de l'exèrcit[1]
- Hisaya Ito com a cap de policia Izumida[1]
- Kipp Hamilton com a cantant de club[6]
- Yû Sekida com Sanda[7]
- Haruo Nakajima com Gaira[7]

## Producció
La batalla dels simis gegants va ser la tercera i última col·laboració de coproducció entre Toho i UPA de Henry G. Saperstein. Cap a finals de 1965, Toho va informar al director Ishirō Honda que el contracte del seu director no es renovaria i Iwao Mori li va dir que hauria de parlar amb el productor Tomoyuki Tanaka sobre cada tasca. Seiji Tani, el nou assistent en cap d'Honda, va dir que l'actor Russ Tamblyn i Honda no es va posar d'acord al plató, mentre Tamblyn feia sovint exactament el contrari del que Honda instruïa; Tani va declarar: "Honda-san va haver de retenir-se i suportar tant durant aquell. [Russ Tamblyn] va ser un idiota". Tamblyn va sentir que les seves línies a la pel·lícula eren tan dolentes que les va improvisar totes. Va ser l'elecció del coproductor Saperstein substituir Nick Adams per Tamblyn, i més tard va afirmar que "Tamblyn era un veritable gra al cul".
La pel·lícula es va anunciar originalment com The Frankenstein Brothers, després The Two Frankensteins, Frankenstein vs. Frankenstein, Frankenstein's Decisive Battle i Frankenstein's Fight durant els processos d'escriptura del guió. La pel·lícula estava pensada originalment com una seqüela de Frankenstein Conquers the World, ib els biògrafs d'Honda Ryfle i Godziszewski assenyalen que la continuïtat entre les dues pel·lícules era "una mica difusa".. La pel·lícula es va crear ràpidament, amb l'esborrany final del guió de l'escriptor Kimura datat el 23 d'abril de 1966. Honda va rodar el metratge dramàtic de la pel·lícula entre el 9 de maig i el 4 de juny, mentre l'equip d'efectes especials de Tsuburaya acabava a mitjans de juliol. La versió estatunidenca va fer que Honda rodés escenes addicionals i UPA va fer que Toho publiqués els negatius, les preses i altres imatges, com ara elements sonors i musicals. Tab Hunter va ser seleccionat originalment com el Dr. Stewart, però va ser substituït per Tamblyn durant la preproducció.

## Estrena

### Cinematogràfica
La pel·lícula es va estrenar a les sales de cinema al Japó el 31 de juliol de 1966 per Toho. El doblatge en anglès de Glen Glenn Sound va ser estrenat als Estats Units per Maron Films com The War of the Gargantuas el 29 de juliol de 1970, on es va estrenar en sessió doble amb Monster Zero, que també va ser doblada per Glen Glenn Sound. Al Regne Unit, la pel·lícula es va titular Duel of the Gargantuas. The War of the Gargantuas i Monster Zero estaven pensades per ser llançats abans; tanmateix, els distribuïdors no van pensar que cap pel·lícula tingués potencial fins al 1970, quan Saperstein va fer un acord amb Maron Films.

### Mitjans domèstics
El 2008, Classic Media va llançar un DVD de dos discos de la pel·lícula com a doble estrena amb Rodan. Ambdues pel·lícules incloïen les seves versions originals japoneses i versions doblades nord-americanes amb Rodan presentat en el seu àmbit natiu de pantalla completa i La guerra de les Gargantuas en la seva proporció de pantalla panoràmica original. Aquest llançament també incloïa el documental Bringing Godzilla Down to Size, que detalla la història i les tècniques de tokusatsu del gènere. El 2010, Toho va llançar la pel·lícula en Blu-ray, que inclou funcions especials com ara un comentari d'àudio de Kumi Mizuno, preses, tràilers i galeries de fotos entre bastidors. El 2017, Janus Films i The Criterion Collection van adquirir el doblatge internacional de la pel·lícula, així com Rodan  i diverses pel·lícules de Godzilla, per retransmetre a Starz i FilmStruck. El doblatge internacional es va posar a disposició a HBO Max després del seu llançament.

## Llegat
L'actor estatunidenc Brad Pitt havia citat La batalla dels simis gegants com la pel·lícula que el va inspirar a dedicar-se a la interpretació. La pel·lícula va inspirar parts de la pel·lícula de Quentin Tarantino Kill Bill: Volum 2 (2004), com ara una fotografia en miniatura de Tòquio feta específicament per a la pel·lícula i l'escena de baralla entre Uma Thurman i Daryl Hannah que Tarantino va batejar com la "Guerra de les Gargantues Rosses". Tarantino havia projectat la pel·lícula per Hannah i el personatge d'Hannah utilitza la paraula "gargantuan" diverses vegades.
En un episodi de Scooby-Doo! Mystery Incorporated titulat "Battle of the Humungonauts", l'episodi parodia la pel·lícula presentant dues criatures peludes d'aparença semblant a Sanda i Gaira, fent una interpretació del títol de la pel·lícula i fins i tot amb una versió de la cançó de Kipp Hamilton "The Words Get Stuck In My Throat". El director de cinema estatunidenc Tim Burton va assenyalar que la pel·lícula era la favorita d'ell i de la seva filla. El director mexicà Guillermo del Toro va citar La batalla dels simis gegants i la seva predecessora Frankenstein Conquers the World com a dues de les seves cinc pel·lícules kaiju preferides i va citar La batalla dels simis gegants com una influència de l'opertura per la seva pel·lícula Pacific Rim (2013). El grup estatunidenc Devo va tocar una versió en directe de "The Words Get Stuck In My Throat" el 1978. L'agost de 2019, Michael Dougherty, director i coautor de Godzilla: King of the Monsters, va expressar interès a readaptar els gegants per MonsterVerse.